# 직장에 개를 데리고 가는 날
직장에 개를 데리고 가는 날(Take Your Dog to Work Day)은 영국에서는 1996년, 미국에서는 1999년 6월 24일에 처음 시작된 일종의 캠페인이다. 유기견 입양을 장려하기 위해 시작되었으며, 회사에 출근하면서 반려견을 데려가는 것이다.